# David Vinckboons

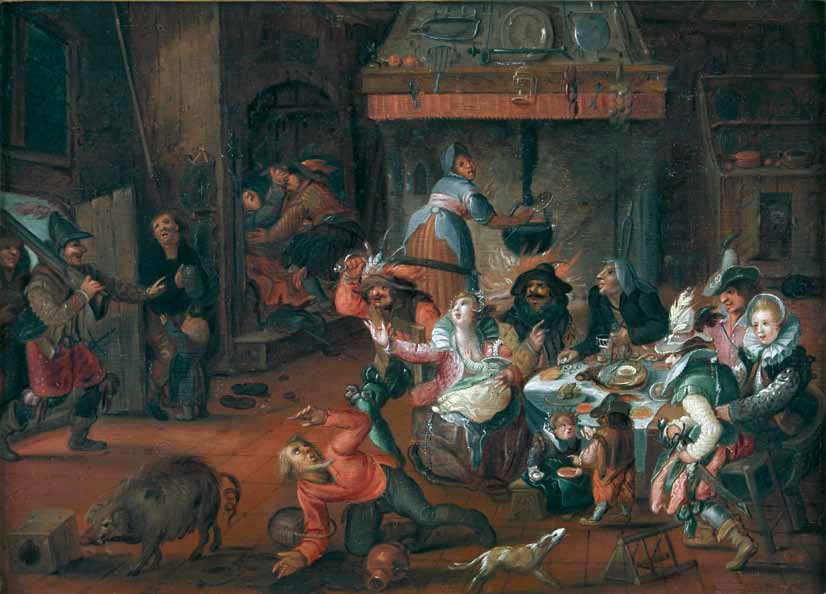
Escena de taverna amb soldats dels terços espanyols, oli sobre taula, 28 x 39 cm, col·lecció particular

David Vinckboons (Mechelen, 1576 - Ámsterdam, 1629) va ser un pintor flamenc del Segle d'or neerlandès, especialitzat en el paisatge i la pintura de gènere, representant freqüentment festes de camperols i alegres escenes de taverna.
Fill de Philip Vinckboons, un pintor a l'aquarel·la sobre llenç, va ser batejat el 13 d'agost de 1576. Molt aviat la seva família es va traslladar a Anvers. El 1585, davant la presència de les tropes espanyoles, van escapar a Middelburg, capital de la província de Zelanda. El 1591 es va instal·lar a Amsterdam, al carrer Sint Antoniesbreestraat freqüentat pels artistes. Casat amb Agneta van Loon, filla d'un notari de Leeuwarden, el matrimoni va tenir deu fills, entre ells els arquitectes Philips i Justus Vigboons.
Tot i que segons Karel van Mander no va tenir més mestre que el seu pare, va rebre la influència de Gillis van Coninxloo, renovador del paisatge flamenc, i de Pieter Brueghel el Vell, sent amb Roelant Savery i Hans Bol, un dels primers i més populars difusores de la pintura de gènere a la manera colorista dels Brueghel als Països Baixos del Nord. Pintor i dibuixant prolífic, va tenir també un nombrós grup d'alumnes, a més dels seus propis fills, entre els quals destaquen Gillis Claesz. de Hondecoeter, Hendrick Avercamp i probablement Esaias van de Velde.